# U-331
Unterseeboot 331 foi um submarino alemão do Tipo VIIC, pertencente a Kriegsmarine que atuou durante a Segunda Guerra Mundial.

## Comandantes
| Comandante                                     | Data                                         |
| ---------------------------------------------- | -------------------------------------------- |
| Kptlt. Hans-Diedrich Freiherr von Tiesenhausen | 31 de março de 1941 - 17 de novembro de 1942 |

## Subordinação
Durante o seu tempo de serviço, esteve subordinado às seguintes flotilhas:
| Período                                      | Flotilha                                   |
| -------------------------------------------- | ------------------------------------------ |
| 31 de março de 1941 - 1 de julho de 1941     | 1. Unterseebootsflottille (treinamento)    |
| 1 de julho de 1941 - 14 de outubro de 1941   | 1. Unterseebootsflottille (serviço ativo)  |
| 15 de outubro de 1941 - 14 de abril de 1942  | 23. Unterseebootsflottille (serviço ativo) |
| 15 de abril de 1942 - 17 de novembro de 1942 | 29. Unterseebootsflottille (serviço ativo) |

## Operações conjuntas de ataque
O U-331 participou das seguinte operações de ataque combinado durante a sua carreira:
- Rudeltaktik Goeben (24 de setembro de 1941 - 30 de setembro de 1941)